# Penichroa
Penichroa — род жуков-усачей из подсемейства настоящих усачей.

## Описание
Задний край переднеспинки кантообразно приподнят, глубоко вырезан посередине и здесь как бы с двумя. Третий членик усиков немного длиннее пятого.

## Систематика
В составе рода:
- Penichroa fasciata (Stephens, 1831)